# Pfarrkirche Längenfeld
Koordinaten: 46° 32′ 22,9″ N, 13° 39′ 10,5″ O
Die römisch-katholische Pfarrkirche Längenfeld steht im Hauptort Oberlängenfeld der Gemeinde Längenfeld im Ötztal in Bundesland Tirol. Die dem Patrozinium der hl. Katharina geweihte Pfarrkirche gehört zum Dekanat Silz in der Diözese Innsbruck. Die Kirche und der Friedhof stehen unter Denkmalschutz.

## Lage
Das Gotteshaus steht auf einem Hügel und wird von zwei Seiten von der Straße Oberlängenfeld umgeben. Es ist aufgrund der Lage des Kirchengrundstücks nicht geostet. Die Längsachse des Kirchengebäudes ist nach Nordosten ausgerichtet. Das zugehörige Pfarrhaus hat die Adresse Oberlängenfeld 5, der St.-Katharinenfriedhof liegt ebenfalls in der Nähe, wird aber wegen der starken Belegung Ende Oktober 2023 durch einen neu angelegten Friedhof abgelöst.

## Kirchen- und Gemeindegeschichte
Urkundlich wurde ein erstes hölzernes Kirchengebäude im Jahre 1303 erstmalig in Aufzeichnungen von Schloss Petersberg erwähnt. Doch erst fünfzig Jahre später, 1352 erfolgte die Kirchweihe. Es handelte sich um eine einfache Saalkirche, die im Jahr 1518 vermutlich auf Veranlassung von Jakob von Tarrenz im spätgotischen Stil umgebaut und zu großen Teilen in Stein ausgeführt wurde. Eine Erweiterung und Barockisierung fand im Jahr 1690 statt. Damit entstand der Kernbau der heutigen Kirche.
Die Seelsorge wurde lange Zeit durch die Urpfarre Silz wahrgenommen. Zu wichtigen Anlässen wie hohen Gottesdiensten oder kirchlichen Festen mussten Priester in die Hauptorte gehen oder reisen, eine beschwerliche religiöse Betreuung. Zur Verbesserung der Situation wurden im 15. Jahrhundert die Gemeinden mit eigenen Priestern besetzt, darunter auch Längenfeld. Der erste 1471 nachgewiesene Priester in der Kirchgemeinde Längenfeld, die bereits 1469 zu einer eigenen Kaplanei geworden war, wurde Georg Faßnacht. Fast dreißig Jahre später, 1498 erhob das Stift Stams die Kaplanei Längenfeld zur Kuratie. Es dauerte dann noch einmal vierzig Jahre, bis dieser Status 1648 von der Diözese Brixen anerkannt wurde.
Das Äußere des Kirchengebäudes samt Turm wurde im Jahr 1970 vom Kunstmaler Franz Pizzinini und von Fritz Mathoy restauriert.

## Architektur

### Außen

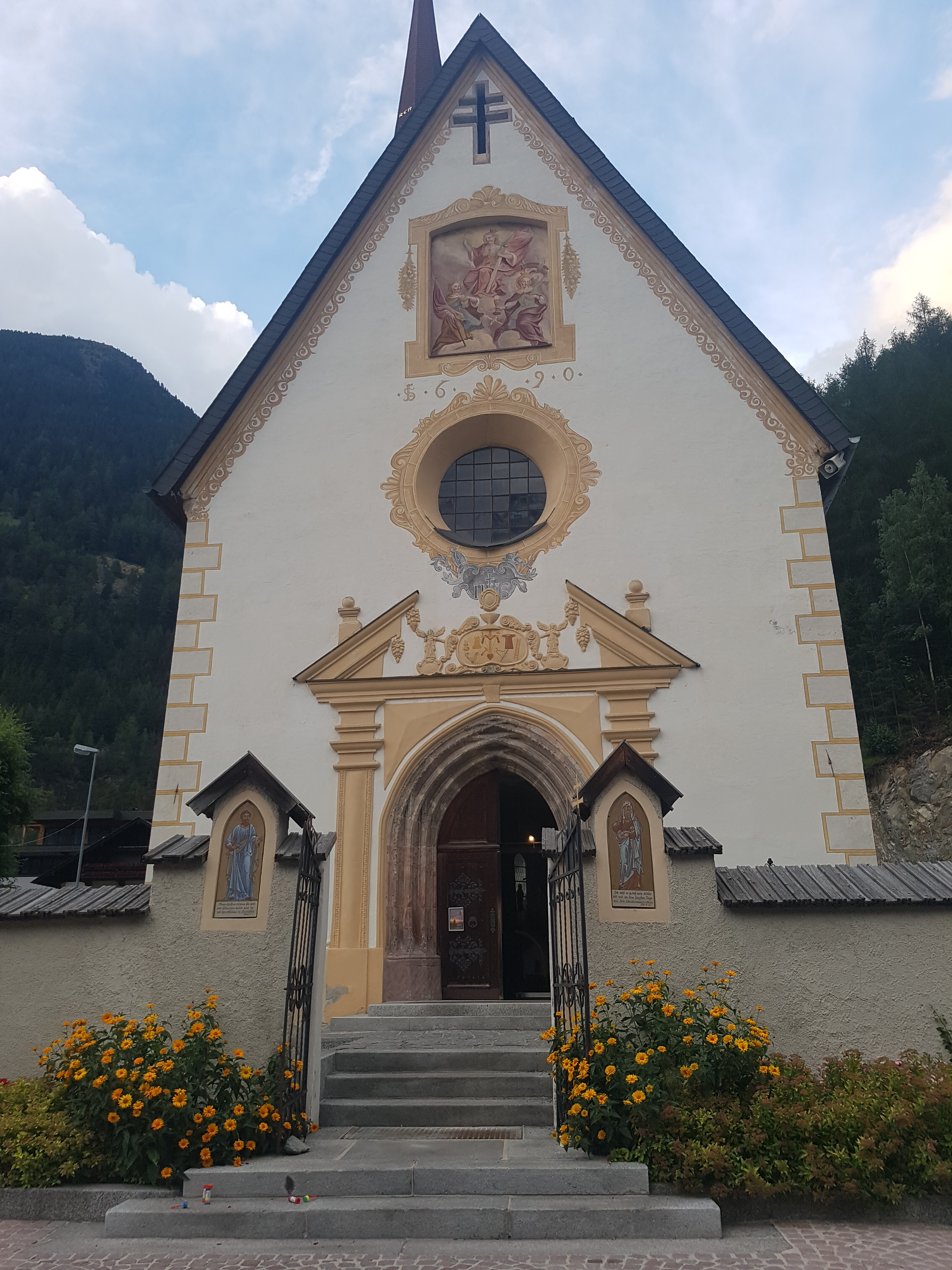
Hauptportal

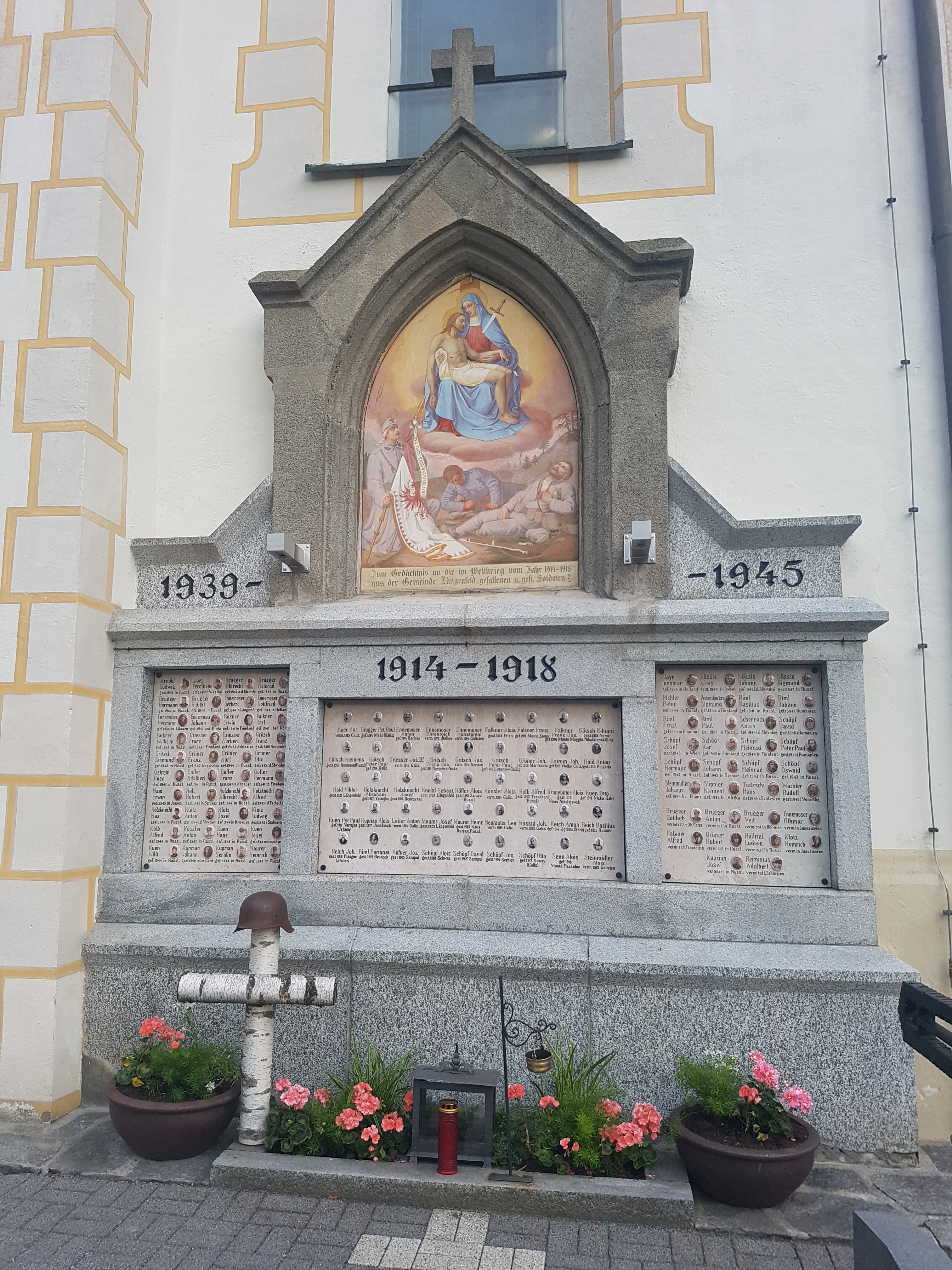
Kriegergedenken

- Der an der Chornordseite stehende Kirchturm ist 75 m hoch und wurde um 1520 errichtet. Im ersten Drittel des 19. Jahrhunderts erfolgte ein äußerer Umbau, der die dreigeschoßige Bauweise mittels einer klassizistischen Architekturmalerei hervorhob. – Das Glockengeschoß verfügt über zwei spätgotische Schallfenster mit Maßwerk auf jeder Seite. Der Turm ist mit einem Giebelspitzhelm abgeschlossen. In jedem Giebel befindet sich ein zweibahniges Maßwerkfenster, darüber sind kielbogige Blendnischen mit Wappen zu sehen. Beidseits des Turmfußes befinden sich Sakristeianbauten.

Der Turm hat einen quadratischen Grundriss mit den Seitenmaßen 6,60 Meter.
- Das spätgotische Langhaus mit einer Länge von rund 37 Metern und einer Breite von etwa zwölf Metern[4] wurde im Jahre 1690 um zwei Joche auf sieben Joche erweitert. Dabei wurden die Strebepfeiler barockisiert. Der südöstliche spätgotische Strebepfeiler trägt die Jahresangabe 1518 und das Handwerkszeichen LOE als Zeichen der ausgeführten Arbeiten. An der Langhaussüdseite im sechsten Joch befindet sich eine Lichtnische mit den Handwerkszeichen Zange und Hufeisen. Im fünften Joch ist ein zugemauertes spätgotisches Portal zu erkennen, dessen Gewände mit überkreuzten Rundstäben ausgebildet wurden. Das spätgotische spitzbogige Portal der Westfassade wurde im Jahre 1518 erbaut und hat ein Gewände mit Birnstäben und Aststab, im Scheitel überkreuzt.
- Das Hauptportal wurde im Jahr 1690 mit einer stuckierten Ädikularahmung umfasst und darüber mit einem Kreisfenster und einer Blendnische versehen.
- In der Westfassade befindet sich ein Fresko mit den Heiligen Ursula, Katharina und Barbara von Josef Anton Puellacher aus dem Ende des 18. Jahrhunderts.
- Zudem ist vor der Fassade eine Ehrenstätte für die in den beiden Weltkriegen gestorbenen Gemeindemitglieder errichtet worden.

### Innen
Das Langhausinnere wird mit barocken Wandpfeilern mit Gesimsen gegliedert. Beim Kanzelpfeiler ist ein Rest eines spätgotischen Runddienstes erhalten. Der leicht aus der Achse verschobene zweijochige Chor besitzt einen 3/8-Schluss und ist mit einem hohen rundbogigen Triumphbogen mit dem Langhaus verbunden. Der Chor und das Langhaus sind mit einer Rundtonnenwölbung mit spitzbogigen Stichkappen ausgestattet. Die dreiachsige zweijochige Westempore hat ein Kreuzgratgewölbe und trägt an den Graten Stuckbänder aus dem Jahre 1690. Die Gewölbemalereien in Langhaus und Chor wurden im Jahre 1852 von Josef Arnold ausgeführt und stellen Medaillons, Engel, die vier Kontinente in Verehrung der Eucharistie, einen Disput der heiligen Katharina, die Enthauptung der heiligen Katharina und die Himmelfahrt der heiligen Katharina dar.

## Ausstattung

### Chor mit Altar, Kanzel und Sonstiges

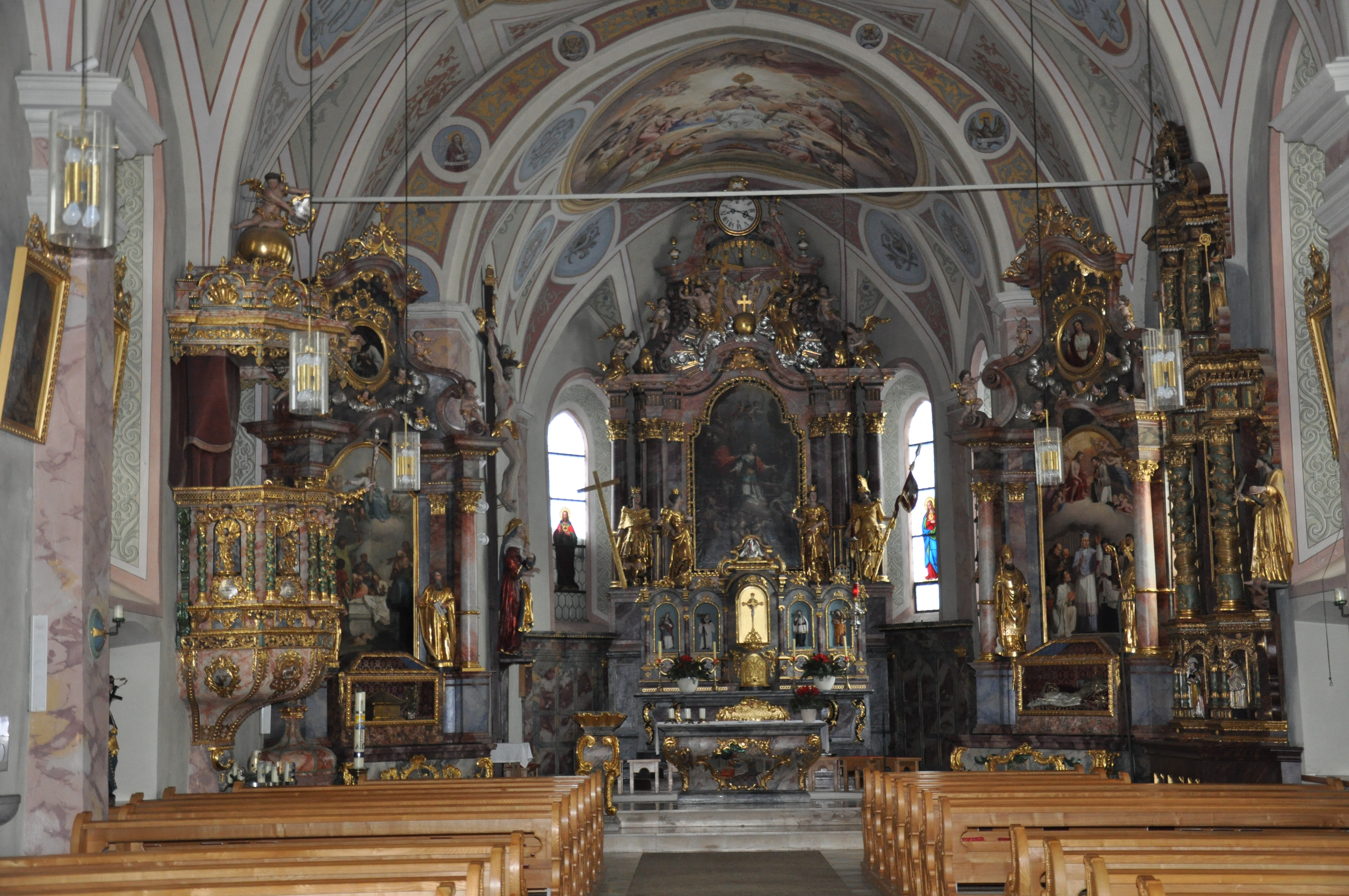
Blick zum Chorraum mit Kanzel, Triumphbogen, Hochaltar

Der Hochaltar stammt aus dem Jahr 1800. Das Altarblatt von Anton Franz Altmutter zeigt die Glorie der heiligen Katharina. Das linke Altarblatt stellt die Himmelfahrt Mariens von Johann Wörle gemalt und stammt aus dem Jahr 1767. Das rechte Altarblatt zeigt den heiligen Johann Nepomuk, gemalt von Josef Arnold im Jahr 1855. Die Figuren hl. Oswald, hl. Florian und zwei weibliche Heilige sowie im Auszug die Hl. Dreifaltigkeit stammen vom Bildhauer Franz Auer aus der Mitte des 19. Jahrhunderts. Der Apostelaltar im Langhaus wurde vom Tischler Kassian Götsch aus dem Jahre 1680 hergestellt und besteht aus drei Retabelgeschossen. Josef Witwer hatte die Figuren geschnitzt, das Altarbild Madonna zwischen Petrus und Paulus stammt vom Maler Josef Thenig.
Die Kanzel auf einer Stuckmarmor-Säule mit einem dichten ornamentalen Schnitzwerk fertigte der Bildhauer Jakob Auer Ende des 17. Jahrhunderts. Auf den Flächen des Kanzelkorbs sind Figuren der vier Evangelisten dargestellt. Alle Ecken des Korbes sind vergoldet, ebenso wie die Umrandungen der Evangelisten. Besonders üppiges vergoldetes Schnitzwerk schmückt den Schalldeckel: Engel über der Weltkugel und phantasievolle florale Ornamente.

Im Kirchenschiff gibt es eine Figur des heiligen Nepomuk vom Bildhauer Josef Anton Renn aus dem Jahr 1762 und an den Wänden hängen die Kreuzweg-Stationsbilder, entstanden vom Maler Josef Gabl um 1852.

### Fenster, Beleuchtung, Gestühl
Die zwei Chorfenster sind Glasmalarbeiten, die die Kirchenpatronin und einen Heiligen zeigen.
Für die Beleuchtung wurden mehrere moderne zylinderförmige Glashängeleuchten angebracht.
Die Kirchenbesucher können auf naturbelassenen hölzernen Kirchenbänken mit geschnitzten Wangen Platz nehmen.

### Orgel

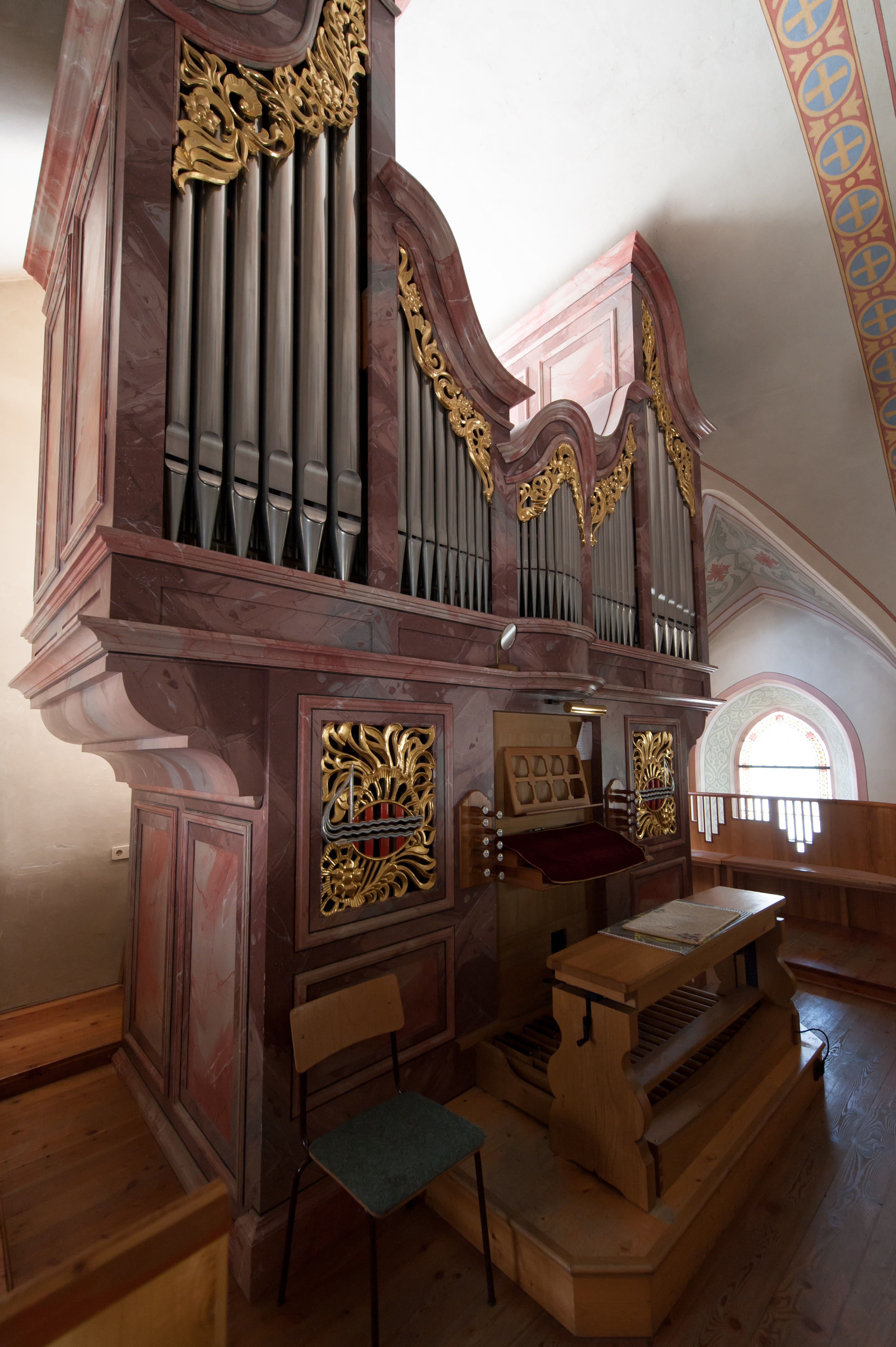
Orgelprospekt

Die Orgel stammt von Franz Reinisch II. aus dem Jahre 1904 und wurde 1995 von Johann Pirchner neu errichtet.

### Glocken
Das Geläute der Pfarrkirche von Längenfeld umfasst sechs Glocken, das im Laufe der Jahrhunderte durch stetige Erweiterung entstanden ist. Wann genau die erste Glocke gegossen und geweiht wurde, ist nicht dokumentiert. Da bis auf die große Glocke alle anderen erst nach den beiden Weltkriegen hergestellt wurden, darf angenommen werden, dass in den Kriegszeiten Glocken zur Umarbeitung in Kriegsgerät abgeliefert werden mussten.
Fünf der jetzigen Glocken stammen aus der Glockengießerei Grassmayr in Innsbruck und eine Glocke aus der Glockengießerei Pfundner aus Wien.
Die große Glocke aus dem Jahr 1949 musste aufgrund eines Sprunges im Glockenkörper im Jahre 2005 neu gegossen werden.
Bis zum Jahre 2010 wurden die Glocken der Pfarrkirche Längenfeld mit einem sehr hohen Läutewinkel (ca. 10 bis 11 Uhr) geläutet und es zählte zu den schönsten Hochschwung-Geläuten Tirols. Später wurde der Läutewinkel reduziert und so schwingen die Glocken heute bis auf etwa 8 Uhr.
Das Vollgeläut ist nur an den hohen Feiertagen zu hören.
| Nr. | Gießer                    | Gussjahr | Nominal | Bemerkungen, Inschrift |
| --- | ------------------------- | -------- | ------- | ---------------------- |
| 1   | Glockengießerei Grassmayr | 2005     | des1    |                        |
| 2   | Glockengießerei Pfundner  | 1961     | es1     |                        |
| 3   | Glockengießerei Grassmayr | 1949     | f1      |                        |
| 4   | Glockengießerei Grassmayr | 1949     | as1     |                        |
| 5   | Glockengießerei Grassmayr | 1949     | b1      |                        |
| 6   | Glockengießerei Grassmayr | 1921     | c2      |                        |

## Seelsorge

### Pfarrer (Auswahl)
- 1471: Georg Faßnacht
- in den 2020er Jahren: Pfarrer Gregor Nowicki[6]

### Gemeindeleben
Im Seelsorgeraum Längenfeld-Huben-Gries werden neben den üblichen kirchlichen Anlässen regelmäßige Pfarrwallfahrten veranstaltet, sogar eine Pilgerreise wird für das Jahr 2024 vorbereitet. Auch erscheint ein gemeinsamer Pfarrbrief mit dem Titel Begegnung. Auch etwas weniger Bekanntes wird praktiziert: ein Gottesdienst mit Fahrzeugsegnung, dazu kann jeder Einwohner ein belieges neues Gerät mitbringen („alles was Räder hat“).
Die Gemeinde unterhält unter anderem eine Filialkirche im Ort: Filialkirche Hl. Dreifaltigkeit am Kropfbühel.